# Leandro Trossard
Leandro Trossard (Maasmechelen, 4 dicembre 1994) è un calciatore belga, centrocampista o attaccante dell'Arsenal e della nazionale belga.

## Caratteristiche tecniche
Gioca nella posizione di ala sinistra, è dotato di un buon dribbling, attaccante che vanta dei riflessi reattivi da cui trae vantaggio soprattutto quando gli vengono serviti i passaggi, sa esprimere le proprie capacità realizzative calciando bene con entrambi i piedi. Possiede una buona potenza di tiro, vanta un buon bagaglio tecnico, calcia bene di prima intenzione, abile nell'attaccare in profondità, inoltre nel gioco offensivo si muove anche per merito della sua buona comprensione dello spazio.

## Carriera

### Club
Centrocampista offensivo cresciuto calcisticamente nel Genk, dopo aver giocato per diversi anni in Belgio, nel 2019 si trasferisce in Inghilterra al Brighton. Vince anche il campionato belga, l'edizione 2018-2019 dove Trossard totalizza uno score di 14 reti.
Il 20 gennaio 2023, dopo essere entrato in contrasto con l’allenatore Roberto De Zerbi, viene ufficializzata la sua cessione per 21 milioni di sterline più 5 di bonus all'Arsenal. Debutta con i Gunners due giorni dopo subentrando nel finale della vittoria per 3-2 contro il Manchester United. L'11 febbraio seguente realizza la sua prima rete con la nuova maglia nel pareggio casalingo per 1-1 contro il Brentford. Il 12 marzo 2023 realizza una tripletta di assist nella vittoria per 3-0 sul Fulham. Conclude la seconda parte di stagione con 20 presenze totali ed una rete oltre a ben 10 assist.
Il 6 agosto 2023, subentra a Gabriel Martinelli nella Community Shield acciuffando il pareggio per i Gunners al 101' del tempo regolamentare e realizzando anche il suo penalty ai rigori, vincendo il suo primo trofeo con questa maglia e ricevendo anche il premio come miglior giocatore del torneo. Il 20 settembre 2023 esordisce in Champions League nella vittoria contro il PSV per 4-0 dove realizza una rete e fornisce anche un assist.

### Nazionale
Ha rappresentato tutte le nazionali giovanili dalla Nazionale Under-16 alla Nazionale Under-21.
Viene convocato per la prima volta con la Nazionale belga nel settembre del 2018 per le sfide contro Scozia ed Islanda, dove però non scende in campo. Compie il suo esordio con la nazionale maggiore il 5 settembre 2020 subentrando nella gara di Nations League vinta per 2-0 contro la Danimarca. Il 30 marzo 2021 segna la sua prima rete, nonché la sua prima doppietta con la nazionale nella vittoria per 8-0 contro la Bielorussia, valida per le qualificazioni ai Mondiali.
Nell'estate del 2021 viene inserito nella lista dei convocati di Roberto Martínez per l'Europeo dove gioca solamente la terza partita della fase a gironi vinta 2-0 contro la Finlandia, partendo anche titolare.
Nel 2022 viene convocato anche per il Mondiale in Qatar. Gioca tutte e tre le partite della fase a gironi contro Canada (1-0), Marocco (0-2) e Croazia (0-0) senza riuscire a passare il girone.
Durante la Nations League segna una doppietta sconfiggendo per 6-1 la Polonia.

## Statistiche

### Presenze e reti nei club
Statistiche aggiornate all' 8 aprile 2025.
| Stagione        | Squadra         | Campionato      | Campionato | Campionato | Coppe nazionali | Coppe nazionali | Coppe nazionali | Coppe continentali | Coppe continentali | Coppe continentali | Altre coppe | Altre coppe | Altre coppe | Totale | Totale |
| Stagione        | Squadra         | Comp            | Pres       | Reti       | Comp            | Pres            | Reti            | Comp               | Pres               | Reti               | Comp        | Pres        | Reti        | Pres   | Reti   |
| --------------- | --------------- | --------------- | ---------- | ---------- | --------------- | --------------- | --------------- | ------------------ | ------------------ | ------------------ | ----------- | ----------- | ----------- | ------ | ------ |
| 2011-2012       | Genk            | JL              | 1          | 0          | CB              | 0               | 0               | UCL                | 0                  | 0                  | SB          | 0           | 0           | 1      | 0      |
| 2012-gen. 2013  | Genk            | JL              | 0          | 0          | CB              | 1               | 0               | UEL                | 0                  | 0                  | -           | -           | -           | 1      | 0      |
| gen.-giu. 2013  | Lommel          | TK              | 12         | 7          | CB              | -               | -               | -                  | -                  | -                  | -           | -           | -           | 12     | 7      |
| 2013-2014       | Westerlo        | TK              | 17         | 3          | CB              | 4               | 2               | -                  | -                  | -                  | -           | -           | -           | 21     | 5      |
| 2014-2015       | Lommel          | TK              | 30+6       | 16+1       | CB              | 3               | 0               | -                  | -                  | -                  | -           | -           | -           | 39     | 17     |
| Totale Lommel   | Totale Lommel   | Totale Lommel   | 42+6       | 23+1       |                 | 3               | 0               |                    | -                  | -                  |             | -           | -           | 51     | 24     |
| 2015-2016       | OH Lovanio      | JL              | 30         | 8          | CB              | 1               | 0               | -                  | -                  | -                  | -           | -           | -           | 31     | 8      |
| 2016-2017       | Genk            | JL              | 31         | 6          | CB              | 5               | 0               | UEL                | 16                 | 3                  | -           | -           | -           | 52     | 9      |
| 2017-2018       | Genk            | JL              | 17         | 7          | CB              | 2               | 1               | -                  | -                  | -                  | -           | -           | -           | 19     | 8      |
| 2018-2019       | Genk            | JL              | 34         | 14         | CB              | 2               | 0               | UEL                | 11                 | 8                  | -           | -           | -           | 47     | 22     |
| Totale Genk     | Totale Genk     | Totale Genk     | 83         | 27         |                 | 10              | 1               |                    | 27                 | 11                 |             | 0           | 0           | 120    | 39     |
| 2019-2020       | Brighton        | PL              | 31         | 5          | FACup+CdL       | 0+0             | 0               | -                  | -                  | -                  | -           | -           | -           | 31     | 5      |
| 2020-2021       | Brighton        | PL              | 35         | 5          | FACup+CdL       | 2+1             | 0               | -                  | -                  | -                  | -           | -           | -           | 38     | 5      |
| 2021-2022       | Brighton        | PL              | 34         | 8          | FACup+CdL       | 1+0             | 0               | -                  | -                  | -                  | -           | -           | -           | 35     | 8      |
| 2022-gen. 2023  | Brighton        | PL              | 16         | 7          | FACup+CdL       | 0+1             | 0               | -                  | -                  | -                  | -           | -           | -           | 17     | 7      |
| Totale Brighton | Totale Brighton | Totale Brighton | 116        | 25         |                 | 5               | 0               |                    | -                  | -                  |             | -           | -           | 121    | 25     |
| gen.-giu. 2023  | Arsenal         | PL              | 20         | 1          | FACup+CdL       | 1+0             | 0               | UEL                | 1                  | 0                  | -           | -           | -           | 22     | 1      |
| 2023-2024       | Arsenal         | PL              | 34         | 12         | FACup+CdL       | 1+1             | 0+0             | UCL                | 9                  | 4                  | CS          | 1           | 1           | 46     | 17     |
| 2024-2025       | Arsenal         | PL              | 33         | 8          | FACup+CdL       | 1+3             | 0               | UCL                | 11                 | 2                  | -           | -           | -           | 48     | 10     |
| Totale Arsenal  | Totale Arsenal  | Totale Arsenal  | 87         | 21         |                 | 7               | 0               |                    | 21                 | 6                  |             | 1           | 1           | 116    | 28     |
| Totale carriera | Totale carriera | Totale carriera | 381        | 108        |                 | 30              | 3               |                    | 48                 | 17                 |             | 1           | 1           | 460    | 129    |

### Cronologia presenze e reti in nazionale
| Cronologia completa delle presenze e delle reti in nazionale ― Belgio | Cronologia completa delle presenze e delle reti in nazionale ― Belgio | Cronologia completa delle presenze e delle reti in nazionale ― Belgio | Cronologia completa delle presenze e delle reti in nazionale ― Belgio | Cronologia completa delle presenze e delle reti in nazionale ― Belgio | Cronologia completa delle presenze e delle reti in nazionale ― Belgio | Cronologia completa delle presenze e delle reti in nazionale ― Belgio | Cronologia completa delle presenze e delle reti in nazionale ― Belgio |
| Data                                                                  | Città                                                                 | In casa                                                               | Risultato                                                             | Ospiti                                                                | Competizione                                                          | Reti                                                                  | Note                                                                  |
| --------------------------------------------------------------------- | --------------------------------------------------------------------- | --------------------------------------------------------------------- | --------------------------------------------------------------------- | --------------------------------------------------------------------- | --------------------------------------------------------------------- | --------------------------------------------------------------------- | --------------------------------------------------------------------- |
| 5-9-2020                                                              | Copenaghen                                                            | Danimarca                                                             | 0 – 2                                                                 | Belgio                                                                | UEFA Nations League 2020-2021 - 1º turno                              | -                                                                     | 80’                                                                   |
| 8-10-2020                                                             | Bruxelles                                                             | Belgio                                                                | 1 – 1                                                                 | Costa d'Avorio                                                        | Amichevole                                                            | -                                                                     | 68’                                                                   |
| 14-10-2020                                                            | Reykjavík                                                             | Islanda                                                               | 1 – 2                                                                 | Belgio                                                                | UEFA Nations League 2020-2021 - 1º turno                              | -                                                                     | 61’                                                                   |
| 24-3-2021                                                             | Lovanio                                                               | Belgio                                                                | 3 – 1                                                                 | Galles                                                                | Qual. Mondiali 2022                                                   | -                                                                     | 90+3’                                                                 |
| 27-3-2021                                                             | Praga                                                                 | Rep. Ceca                                                             | 1 – 1                                                                 | Belgio                                                                | Qual. Mondiali 2022                                                   | -                                                                     | 56’                                                                   |
| 30-3-2021                                                             | Lovanio                                                               | Belgio                                                                | 8 – 0                                                                 | Bielorussia                                                           | Qual. Mondiali 2022                                                   | 2                                                                     |                                                                       |
| 3-6-2021                                                              | Bruxelles                                                             | Belgio                                                                | 1 – 1                                                                 | Grecia                                                                | Amichevole                                                            | -                                                                     | 74’                                                                   |
| 21-6-2021                                                             | San Pietroburgo                                                       | Finlandia                                                             | 0 – 2                                                                 | Belgio                                                                | Euro 2020 - 1º turno                                                  | -                                                                     | 75’                                                                   |
| 2-9-2021                                                              | Tallinn                                                               | Estonia                                                               | 2 – 5                                                                 | Belgio                                                                | Qual. Mondiali 2022                                                   | -                                                                     |                                                                       |
| 5-9-2021                                                              | Bruxelles                                                             | Belgio                                                                | 3 – 0                                                                 | Rep. Ceca                                                             | Qual. Mondiali 2022                                                   | -                                                                     | 73’                                                                   |
| 8-9-2021                                                              | Kazan'                                                                | Bielorussia                                                           | 0 – 1                                                                 | Belgio                                                                | Qual. Mondiali 2022                                                   | -                                                                     | 60’                                                                   |
| 7-10-2021                                                             | Torino                                                                | Belgio                                                                | 2 – 3                                                                 | Francia                                                               | UEFA Nations League 2020-2021 - Semifinale                            | -                                                                     | 74’                                                                   |
| 10-10-2021                                                            | Torino                                                                | Italia                                                                | 2 – 1                                                                 | Belgio                                                                | UEFA Nations League 2020-2021 - Finale 3º posto                       | -                                                                     | 87’                                                                   |
| 16-11-2021                                                            | Cardiff                                                               | Galles                                                                | 1 – 1                                                                 | Belgio                                                                | Qual. Mondiali 2022                                                   | -                                                                     | 85’                                                                   |
| 29-3-2022                                                             | Bruxelles                                                             | Belgio                                                                | 3 – 0                                                                 | Burkina Faso                                                          | Amichevole                                                            | 1                                                                     | 78’                                                                   |
| 3-6-2022                                                              | Bruxelles                                                             | Belgio                                                                | 1 – 4                                                                 | Paesi Bassi                                                           | UEFA Nations League 2022-2023 - 1º turno                              | -                                                                     | 27’                                                                   |
| 8-6-2022                                                              | Bruxelles                                                             | Belgio                                                                | 6 – 1                                                                 | Polonia                                                               | UEFA Nations League 2022-2023 - 1º turno                              | 2                                                                     | 66’                                                                   |
| 11-6-2022                                                             | Cardiff                                                               | Galles                                                                | 1 – 1                                                                 | Belgio                                                                | UEFA Nations League 2022-2023 - 1º turno                              | -                                                                     | 72’                                                                   |
| 14-6-2022                                                             | Varsavia                                                              | Polonia                                                               | 0 – 1                                                                 | Belgio                                                                | UEFA Nations League 2022-2023 - 1º turno                              | -                                                                     | 67’                                                                   |
| 22-9-2022                                                             | Bruxelles                                                             | Belgio                                                                | 2 – 1                                                                 | Galles                                                                | UEFA Nations League 2022-2023 - 1º turno                              | -                                                                     | 65’                                                                   |
| 25-9-2022                                                             | Amsterdam                                                             | Paesi Bassi                                                           | 1 – 0                                                                 | Belgio                                                                | UEFA Nations League 2022-2023 - 1º turno                              | -                                                                     | 64’                                                                   |
| 23-11-2022                                                            | Al Rayyan                                                             | Belgio                                                                | 1 – 0                                                                 | Canada                                                                | Mondiali 2022 - 1º turno                                              | -                                                                     | 62’                                                                   |
| 27-11-2022                                                            | Doha                                                                  | Belgio                                                                | 0 – 2                                                                 | Marocco                                                               | Mondiali 2022 - 1º turno                                              | -                                                                     | 75’                                                                   |
| 1-12-2022                                                             | Al Rayyan                                                             | Croazia                                                               | 0 – 0                                                                 | Belgio                                                                | Mondiali 2022 - 1º turno                                              | -                                                                     | 46’                                                                   |
| 24-3-2023                                                             | Solna                                                                 | Svezia                                                                | 0 – 3                                                                 | Belgio                                                                | Qual. Euro 2024                                                       | -                                                                     | 61’                                                                   |
| 28-3-2023                                                             | Colonia                                                               | Germania                                                              | 2 – 3                                                                 | Belgio                                                                | Amichevole                                                            | -                                                                     | 58’                                                                   |
| 9-9-2023                                                              | Mərdəkan                                                              | Azerbaigian                                                           | 0 – 1                                                                 | Belgio                                                                | Qual. Euro 2024                                                       | -                                                                     | 79’                                                                   |
| 12-9-2023                                                             | Bruxelles                                                             | Belgio                                                                | 5 – 0                                                                 | Estonia                                                               | Qual. Euro 2024                                                       | 1                                                                     | 66’                                                                   |
| 15-11-2023                                                            | Lovanio                                                               | Belgio                                                                | 1 – 0                                                                 | Serbia                                                                | Amichevole                                                            | -                                                                     | 67’                                                                   |
| 19-11-2023                                                            | Bruxelles                                                             | Belgio                                                                | 5 – 0                                                                 | Azerbaigian                                                           | Qual. Euro 2024                                                       | 1                                                                     |                                                                       |
| 23-3-2024                                                             | Dublino                                                               | Irlanda                                                               | 0 – 0                                                                 | Belgio                                                                | Amichevole                                                            | -                                                                     | 46’                                                                   |
| 26-3-2024                                                             | Londra                                                                | Inghilterra                                                           | 2 – 2                                                                 | Belgio                                                                | Amichevole                                                            | -                                                                     | 60’                                                                   |
| 5-6-2024                                                              | Bruxelles                                                             | Belgio                                                                | 2 – 0                                                                 | Montenegro                                                            | Amichevole                                                            | 1                                                                     | 46’                                                                   |
| 8-6-2024                                                              | Bruxelles                                                             | Belgio                                                                | 3 – 0                                                                 | Lussemburgo                                                           | Amichevole                                                            | 1                                                                     |                                                                       |
| 17-6-2024                                                             | Francoforte sul Meno                                                  | Belgio                                                                | 0 – 1                                                                 | Slovacchia                                                            | Euro 2024 - 1º turno                                                  | -                                                                     | 74’                                                                   |
| 22-6-2024                                                             | Colonia                                                               | Belgio                                                                | 2 – 0                                                                 | Romania                                                               | Euro 2024 - 1º turno                                                  | -                                                                     | 56’                                                                   |
| 26-6-2024                                                             | Stoccarda                                                             | Ucraina                                                               | 0 – 0                                                                 | Belgio                                                                | Euro 2024 - 1º turno                                                  | -                                                                     | 62’                                                                   |
| 10-10-2024                                                            | Roma                                                                  | Italia                                                                | 2 – 2                                                                 | Belgio                                                                | UEFA Nations League 2024-2025 - 1º turno                              | 1                                                                     | 65’                                                                   |
| 14-10-2024                                                            | Bruxelles                                                             | Belgio                                                                | 1 – 2                                                                 | Francia                                                               | UEFA Nations League 2024-2025 - 1º turno                              | -                                                                     |                                                                       |
| 14-11-2024                                                            | Bruxelles                                                             | Belgio                                                                | 0 – 1                                                                 | Italia                                                                | UEFA Nations League 2024-2025 - 1º turno                              | -                                                                     |                                                                       |
| 17-11-2024                                                            | Budapest                                                              | Israele                                                               | 1 – 0                                                                 | Belgio                                                                | UEFA Nations League 2024-2025 - 1º turno                              | -                                                                     | 37’                                                                   |
| 20-3-2025                                                             | Murcia                                                                | Ucraina                                                               | 3 – 1                                                                 | Belgio                                                                | UEFA Nations League 2024-2025 - Play-off                              | -                                                                     | 80’                                                                   |
| 23-3-2025                                                             | Genk                                                                  | Belgio                                                                | 3 – 0                                                                 | Ucraina                                                               | UEFA Nations League 2024-2025 - Play-off                              | -                                                                     | 69’                                                                   |
| 9-6-2025                                                              | Bruxelles                                                             | Belgio                                                                | 4 – 3                                                                 | Galles                                                                | Qual. Mondiali 2026                                                   | -                                                                     | 41’ 46’                                                               |
| Totale                                                                |                                                                       | Presenze                                                              | 44                                                                    |                                                                       | Reti                                                                  | 10                                                                    |                                                                       |

## Palmarès

### Club
- Seconda divisione belga: 1

Westerlo: 2013-2014
- Campionato belga: 1

Genk: 2018-2019
- Community Shield: 1

Arsenal: 2023

### Individuale
- Miglior giocatore della Community Shield: 1

2023